# Mimi (chanson)
Pour les articles homonymes, voir Mimi.
Mimi est une chanson composée par Richard Rodgers, avec les paroles de Lorenz Hart, pour le film musical américain Aimez-moi ce soir, sorti en 1932. Dans ce film, elle est chantée (en anglais) par Maurice Chevalier à Jeanette MacDonald et est reprise plus tard par l'ensemble du casting.
La chanson a également été publiée en 78 tours sur Victor, avec The Poor Apache (une autre chanson interprétée par Chevalier dans le même film) sur l'autre face.